# Anguilla zászlaja

Az Anguillai Köztársaság zászlaja

Anguilla zászlaja Anguilla egyik nemzeti jelképe.
A brit kék lobogót a címer díszíti, amely fehér és tengerkék színű vízszintes sávos, rajta három narancssárga színű delfin alkot kört a fehér rész közepén. A fehér és tengerkék sávok szélességének aránya 8:3, a zászló oldalainak aránya pedig 1:2.
A fehér a békét jelenti, a zöldeskék alsó sáv pedig a szigetet körülölelő tengert jelképezi. A három delfin a szigetek lakóinak erejére és állóképességére utal.
1967-ben kikiáltották az Anguillai Köztársaságot, amelynek azonban valódi célja az volt, hogy a sziget ne kerüljön Saint Kitts és Nevishez. A köztársaság zászlót és címert is választott magának. Az első zászló piros alapon nyugodott és benne két szirén volt látható. A másik zászlót röviddel ezután fogadták el, amely az anguillai címer alapján jött létre és három delfin látható benne.